# Mortal Kombat: Annihilation
Mortal Kombat: Annihilation är en amerikansk actionfilm som hade biopremiär i USA den 21 november 1997. Mortal Kombat är baserad på TV-spelet med samma namn, och filmen regisserades av John R. Leonetti och är 91 minuter lång. Det finns även en animerad serie baserad på historierna om Mortal Kombat.

## Handling
Filmen tar vid där föregångaren slutar. Ledda av kejsare Shao Kahn har sedan sammanslagning av världarna påbörjats trots Outworlds förlust i tävlingen. Nu har kämparna sex dagar på sig att stoppa sammanslagningen, men det är lättare sagt än gjort när demoner såsom Motoro och Sheeva ställer sig i vägen.

## Rollista (i urval)
| Robin Shou          | – Liu Kang          |
| James Remar         | – Rayden            |
| Talisa Soto         | – Prinsessan Kitana |
| Sandra Hess         | – Sonya Blade       |
| Brian Thompson      | – Shao Kahn         |
| Lynn 'Red' Williams | – Jax Briggs        |
| Chris Conrad        | – Johnny Cage       |

### Fotnoter
1. ↑  ”Mortal Kombat: Annihilation” (på engelska). Box Office Mojo. 21 november 1997. http://www.boxofficemojo.com/movies/?id=mortalkombat2.htm. Läst 7 september 2016.